# جيورجي سيكيلي
جيورجي سيكيلي (بالمجرية: Székely György)‏ هو لاعب كرة قدم مجري في مركز حراسة المرمى، ولد في 2 يونيو 1995 في بودابست في المجر. لعب مع ميونخ 1860.

## وصلات خارجية
- جيورجي سيكيلي على موقع الاتحاد الدولي (مؤرشف)  (الإنجليزية)
- جيورجي سيكيلي على موقع الاتحاد الأوربي (الإنجليزية)
- جيورجي سيكيلي على موقع قاعدة بيانات كرة القدم.إي يو (الإنجليزية)
- جيورجي سيكيلي على موقع بيانات كرة القدم. دي إي (الألمانية)
- جيورجي سيكيلي على موقع Soccerbase.com (لاعب) (الإنجليزية)
- جيورجي سيكيلي على موقع Soccerway.com (الإنجليزية)
- جيورجي سيكيلي على موقع عالم كرة القدم.نت (الإنجليزية)